# Lockheed YO-3A Quiet Star
Le Lockheed YO-3A Quiet Star est un avion de reconnaissance américain qui avait été conçu pour l'observation des mouvements nocturnes de personnels au sol pendant la guerre du Viêt Nam. Il s'agit d'un monomoteur à hélice conçu pour voler silencieusement de nuit, qui constitue une sorte d'ancêtre en matière de furtivité.

## Historique

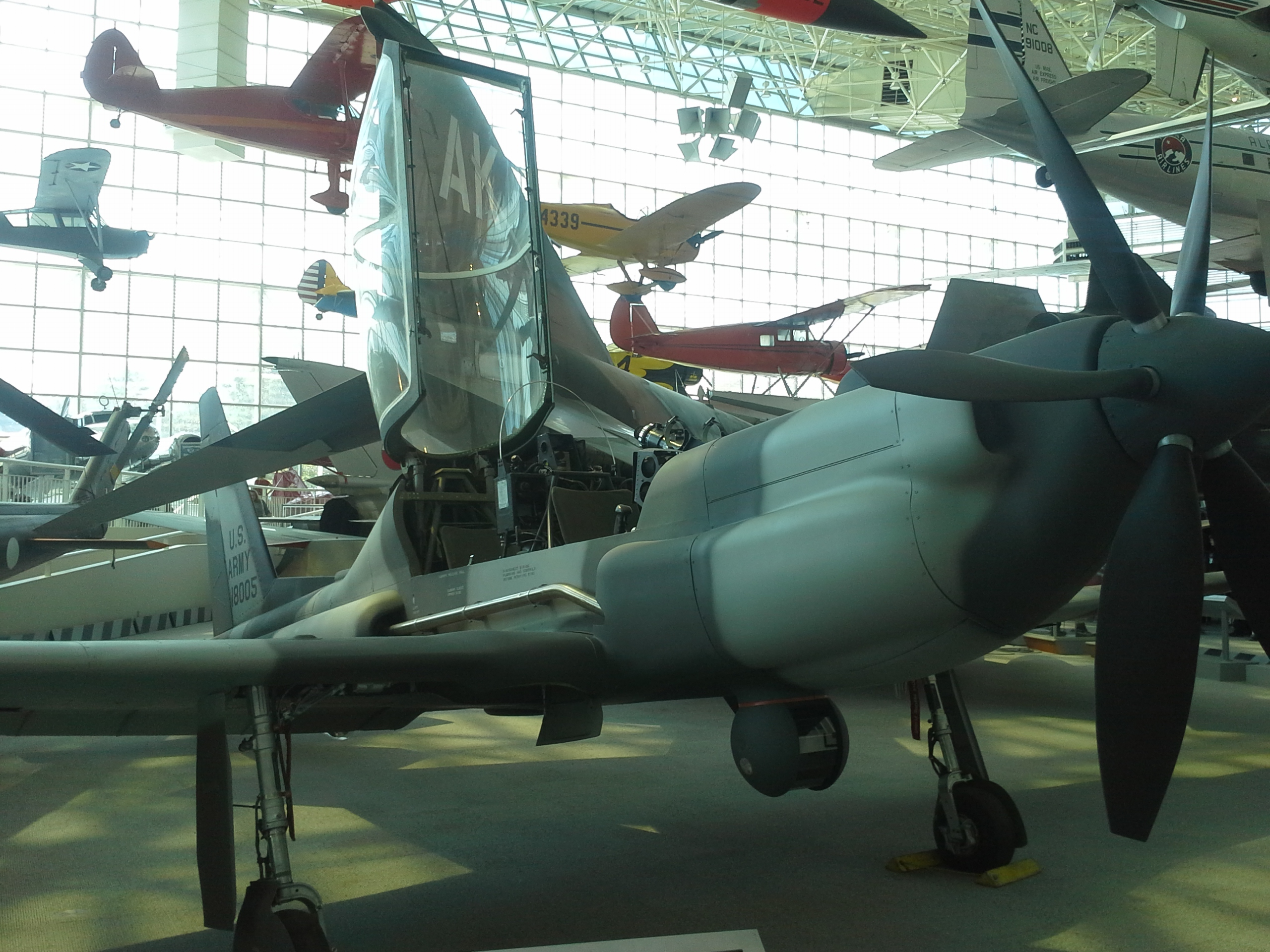
Un YO-3A dans le Museum of Flight sur l'aéroport Boeing-Comté de King.

### LesQuiet Thrusters
Le YO-3A avait été développé à partir d'une spécification émise par l'United States Army en 1965, exprimant un besoin pour un avion d'observation indétectable depuis le sol en évoluant à une altitude-sol de 1 200 pieds (400 mètres). Lockheed proposa en 1966 deux appareils d'un modèle appelé QT-1 (QT pour « Quiet Thruster », « propulseur discret »). La cellule était un fuselage de planeur Schweizer SGS 2-32 modifié. Les QT-1 étaient équipés d'un moteur peu bruyant et d'une hélice dont les extrémités de pales se déplaçaient bien en dessous de la vitesse du son. Testés avec succès pendant guerre du Viêt Nam dans le cadre d'un programme appelé Prize Crew, les QT-1 évoluaient de nuit à basse altitude. L'observation s'opérait à l'aide de jumelles de vision nocturne (JVN). Les QT-1 furent par la suite ramenés aux États-Unis et renommées QT-2(PC). 
À la suite des succès des deux QT-1 et de recherches complémentaires faites avec un autre appareil assez semblable appelé Q-Star, Lockheed lança la construction d'une courte série de onze appelés YO-3A dans le cadre du programme Quiet Star. Neuf d'entre eux furent envoyés au Vietnam dans les années 1970-71, où l'un fut perdu. Diverses hélices furent testées (y compris des modèles tri- et sextupales), l'appareil étant par ailleurs équipé d'un système d'échappement des gaz courant le long du fuselage et d'autres dispositifs destinés à réduire la signature acoustique. Les équipements de mission du YO-3A consistaient en un périscope de vision nocturne à illuminateur infrarouge. Certains YO-3A possédaient un système de désignation d'objectif laser. Le YO-3A se déplaçait silencieusement à 1 000 pieds (300 mètres) d'altitude-sol et pouvait évoluer encore plus bas en fonction du fond acoustique terrestre. Lors de certains vols, l'appareil resta indétecté à 200 pieds (65 mètres) au-dessus de l'ennemi.

## Utilisation civile
Après la fin de la guerre du Vietnam, deux YO-3A (immatriculés 69-18006 et -007) furent mis en œuvre par la direction de la pêche de l'État de Louisiane où il fut très efficace dans la lutte contre le braconnage. Le Federal Bureau of Investigation (FBI) acquit par la suite ces appareils et les a utilisés pendant des années pour la surveillance et l'arrestation de ravisseurs et de demandeurs de rançon.
La National Aeronautics and Space Administration (NASA) a acquis un YO-3A en 1977 pour s'en servir dans la recherche en matière d'aéronefs à hélice, il est équipé d'une hélice tripale. Il a été vendu en 2015 à un musée.
Le YO-3A no 69-18007 a subi à Cable Airport (en) (Californie) un chantier de remise en vol.

## Utilisateurs
- United States Army
- Louisiana Department of Wildlife & Fisheries – Enforcement Division (en)
- National Aeronautics and Space Administration
- Federal Bureau of Investigation

### Culture populaire
- Un YO-3A est utilisé en mission nocture dans l'album Requins en Mer de Chine (n°39 - 1977) des Aventures de Buck Danny.